# Pistola Isard
La Isard era una pistola semiautomática accionada por retroceso, que disparaba el cartucho 9 x 23 Largo.
Fue diseñada y producida por la Comisión de Industrias de Guerra o CIG por órdenes del Gobierno de la Generalidad de Cataluña de Cataluña durante la Guerra Civil Española, entre 1937 y 1939.

## Historia
La pistola Isard fue diseñada por los operarios del CIG junto con algunos armeros vascos exiliados. Se aprobó la orden de producción y se empezaron a fabricar estas pistolas en los talleres del CIG hasta el final de la guerra.

## Diseño
Su diseño y forma eran muy similares a los de la pistola estadounidense M1911, pero con una diferencia muy notable, que la Colt M1911 disparaba el cartucho .45 ACP y la pistola Isard disparaba el cartucho 9 x 23 Largo. A pesar de que esta arma no tuvo ningún papel importante en la contienda por su limitada producción, la Isard fue la prueba de que la CIG (presidida por Josep Tarradellas i Joan) y el Gobierno de la Generalidad de Cataluña se pudieron adaptar a la inesperada guerra, y en tiempos como aquellos, producir una arma fiable y de buena calidad.
Se produjeron dos modelos de la pistola. La primera variante estaba hecha con un cuerpo de una sola pieza (como la gran mayoría de armas). La segunda estaba hecha con un cuerpo de dos partes, y sin ningún tipo de seguro en la empuñadura.